# Рибейро, Эвертон
Эвертон Аугусто де Баррос Рибейро (порт. Éverton Augusto de Barros Ribeiro; род. 10 апреля 1989[…], Аружа, Сан-Паулу) — бразильский футболист, атакующий полузащитник клуба «Фламенго» и сборной Бразилии.

## Биография

### Клубная карьера
Начал карьеру в клубе «Коринтианс», где выступал на позиции левого крайнего защитника. В 2008 году отправился в аренду в клуб «Сан-Каэтано». Затем, Эвертон перешёл в клуб «Коритиба». В 2013 году перешёл в «Крузейро», и став в том же году стал чемпионом Бразилии. Через год повторил это достижение.
В 2015 году перешёл в «Аль-Ахли». Сумма трансфера составила около 15 млн евро. За три сезона выиграл чемпионат ОАЭ, завоевал Кубок лиги и два Суперкубка ОАЭ.
С 2017 года выступает за «Фламенго». В первый же год помог своей команде дойти до финала Кубка Бразилии. Вместе с командой 23 ноября 2019 года стал обладателем Кубка Либертадорес. Также помог своей команде выиграть чемпионат штата и чемпионат Бразилии 2019.

### Карьера в сборной
В 2009 году в составе сборной Бразилии до 20 лет выиграл чемпионат Южной Америки.
В 2014 году дебютировал в основной сборной Бразилии в матче с Колумбией, в котором его команда выиграла 1:0.
В 2021 году был включён в состав сборной Бразилии на Кубок Америки. 17 июня 2021 года в возрасте 32 лет забил свой первый мяч за сборную в игре против Перу (4:0).

## Титулы и достижения
Командные
- Чемпион штата Рио-де-Жанейро (3): 2019, 2020, 2021
- Чемпион штата Минас-Жерайс (1): 2014
- Чемпион штата Парана (1): 2011, 2012
- Чемпион Бразилии (4): 2013, 2014, 2019, 2020
- Вице-чемпион Бразилии (1): 2018
- Финалист Кубка Бразилии (1): 2017
- Обладатель Суперкубка Бразилии (2): 2020, 2021
- Чемпион ОАЭ (1): 2015/16
- Обладатель Кубка лиги ОАЭ (1): 2016/17
- Обладатель Суперкубка ОАЭ (2): 2015, 2017
- Финалист Южноамериканского кубка: 2017
- Обладатель Кубка Либертадорес (1): 2019
- Финалист Кубка Либертадорес (1): 2021
- Обладатель Рекопы Южной Америки (1): 2020
- Финалист Кубка Америки (1): 2021

Личные
- Лучший игрок чемпионата Бразилии (Globo и КБФ) (2): 2013, 2014
- Лучший игрок чемпионата Бразилии (Золотой мяч) (1): 2013